# Abbazia (Albino)
Abbazia [abːaˈʦːia] (Badéa [badéa] in dialetto bergamasco) è una frazione del comune di Albino, in provincia di Bergamo.

## Geografia fisica

### Territorio

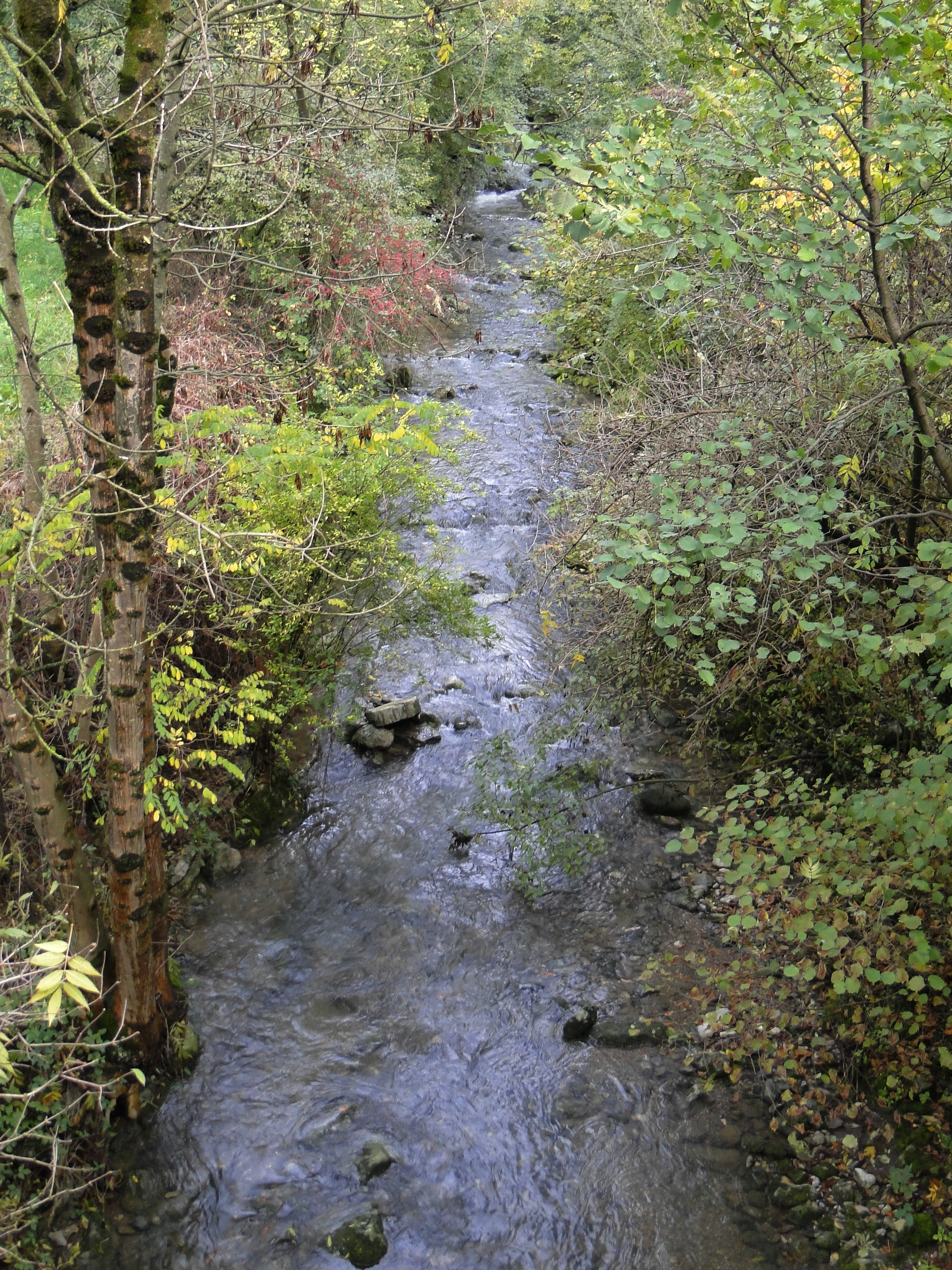
Il torrente Lujo presso Abbazia

Il territorio della frazione si sviluppa sul lato orografico sinistro della Valle del Lujo, a sua volta tributaria da sinistra della val Seriana. Il nucleo abitativo, caratterizzato completamente da ambiente montano e collinare, si suddivide in numerose contrade che mantengono ancora oggi tracce della propria tradizione rurale, con il piccolo centro raccolto nel fondovalle attorno all'Abbazia di San Benedetto. Negli ultimi decenni si è verificata una crescita notevole dell'edilizia residenziale, specialmente lungo la S.P.39, strada che collega il capoluogo albinese con la val Cavallina e che attraversa la frazione e tutta la valle del Lujo.
Per quanto riguarda i limiti della frazione, questi coincidono grossomodo con quelli che in epoca medievale, vennero definiti come i  “Beni dell'Abbazia di San Benedetto” .
A Sud confina infatti i con la val Cavallina, tramite lo spartiacque dato dalle propaggini del monte Misma, ad Ovest con Fiobbio tramite la valle Mismasca, a Nord con Vall'Alta mediante la strada che, posto sull'opposto versante orografico della valle, sale al monte Altino.
L'unica differenza è data dalla presenza a livello amministrativo delle altre due frazioni, Dossello e Casale, poste rispettivamente a Nord ed Est in posizione più elevata sulle pendici dei monti Altino e Colle Gallo, un tempo incluse nei possedimenti del monastero.

## Storia

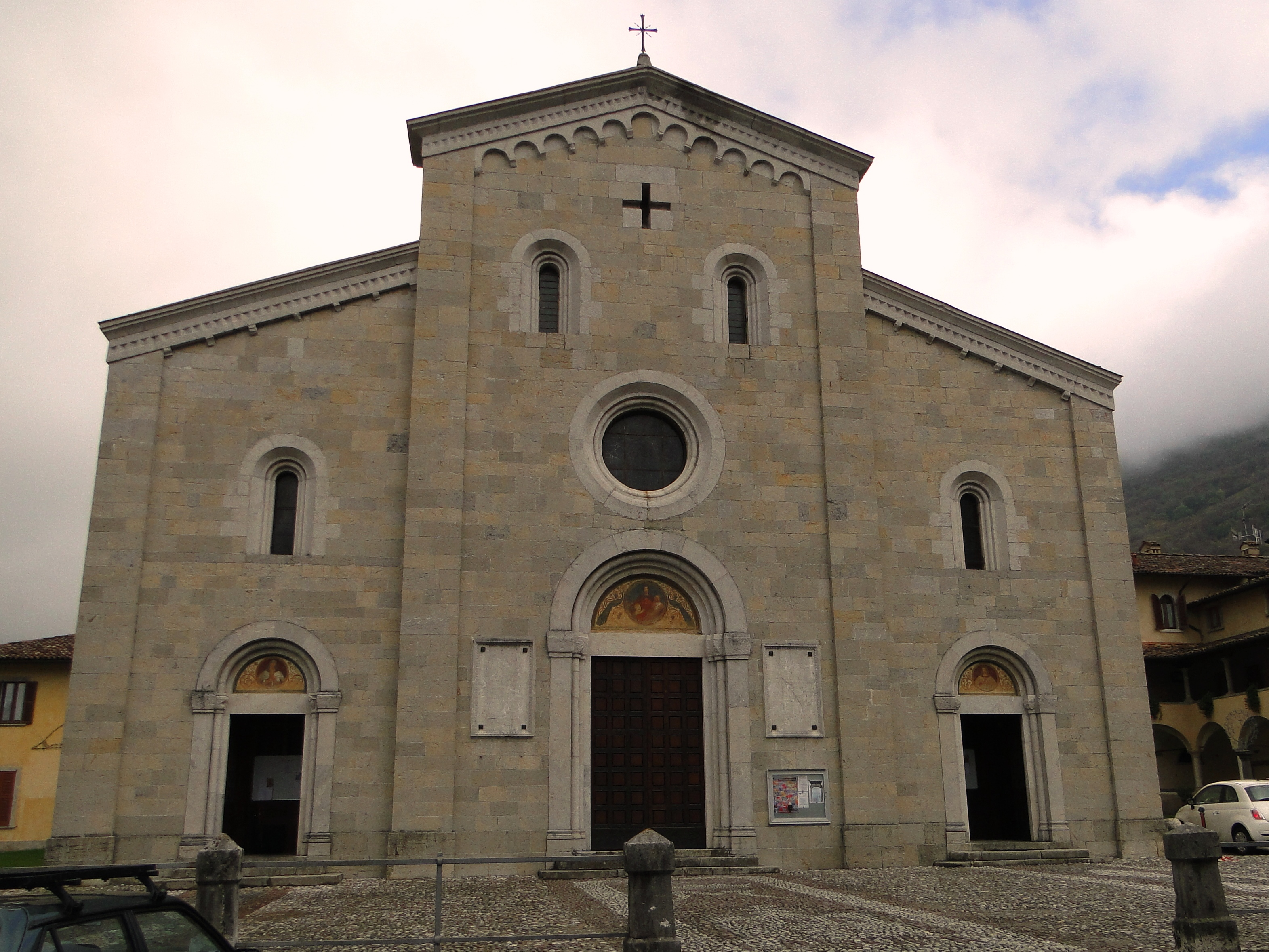
La facciata della chiesa parrocchiale

I ritrovamenti più antichi rinvenuti sul territorio sono alcuni fossili di molluschi come bivalvi e gasteropodi risalenti al Triassico, ad un periodo databile attorno a 210 milioni di anni fa.
La storia del borgo comincia invece con la fondazione dell'abbazia benedettina, fondata da un gruppo di monaci che nel 1136 ricevette in gestione dal Vescovo di Bergamo queste terre poste sul lato sinistro della valle del Lujo.
Fino a quel momento non esistevano centri abitati, ma soltanto fuochi sparsi in quella che veniva descritta come zona ricoperta da boscaglia fitta e scura. Difatti nella cartina dei nuclei storici anteriori all'anno 1000, stilata da Elia Fornoni e riportata da Bortolo Belotti nella Storia di Bergamo e dei bergamaschi, non è fatta alcuna menzione di centri abitati in tutta la valle del Lujo, in epoca medievale identificata come Vallalta, per via della sua posizione elevata rispetto alla val Seriana.
I monaci cominciarono a dissodare le terre e renderle coltivabili, attirando di conseguenza abitanti dai paesi limitrofi. A partire dalla seconda metà del XII secolo e nella prima parte del XIII cominciarono quindi a sorgere i primi piccoli nuclei abitati sparsi.
Tra questi vi sono anche le cascine Gatti e Plazza, ancora oggi esistenti e che con il loro nome identificano le località in cui si trovano.

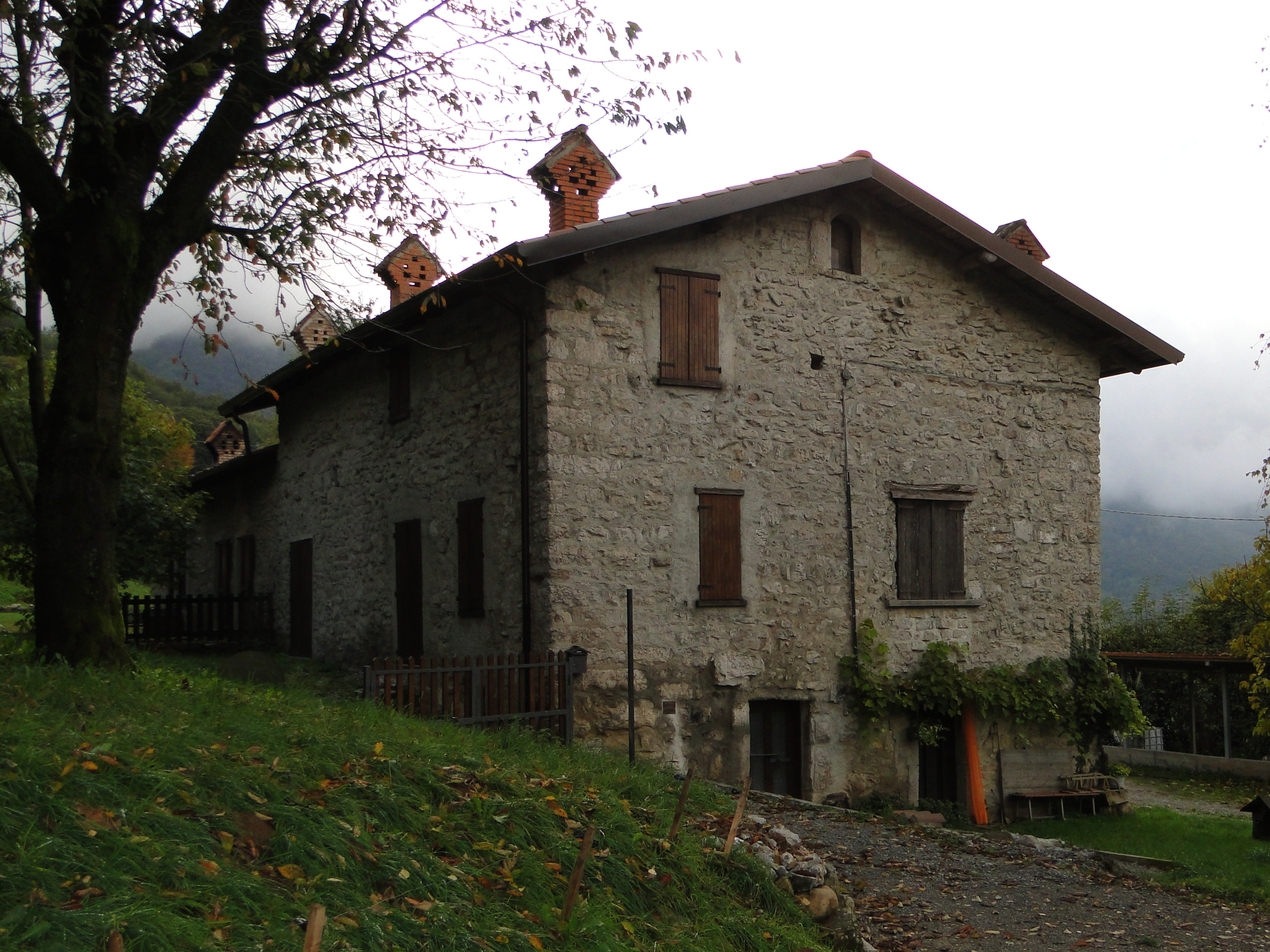
Località Plazza

Le vicende dell'abitato rimasero legate alle vicende dell'abbazia per secoli, rimanendo una sorta di terra separata, di proprietà della Sede Apostolica, nei domini della Repubblica di Venezia.
Nel frattempo la zona si era notevolmente antropizzata, tanto che già all'inizio del XVIII secolo gli abitanti cominciarono a chiedere prestiti alle congregazioni cittadine, al fine di riscattare i possessi in cui lavoravano e, successivamente, per potervi istituire una parrocchia.
Alla morte dell'ultimo cardinale romano che gestiva  in commenda l'abbazia, il complesso monastico venne messo all'asta dalla Repubblica di Venezia ed acquistato dal conte Girolamo Fogaccia.
Il nuovo proprietario permise ai contadini residenti di continuare a possedere i beni continuando a pagare gli stessi canoni di affitto garantiti dall'abbazia.

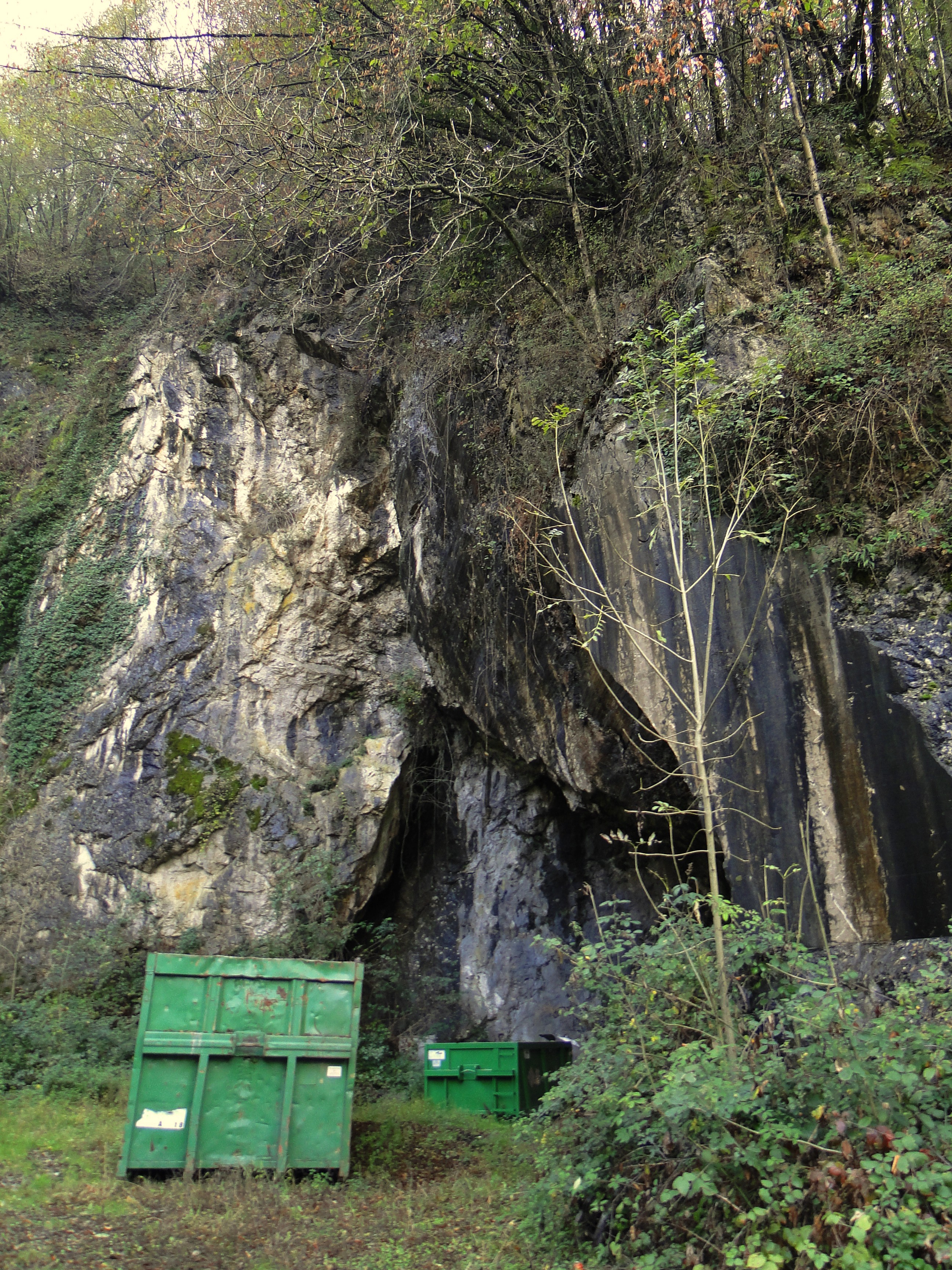
Le cave di Marmo

In seguito, il 29 marzo 1808, il complesso monastico fu riacquistato dalla popolazione di Abbazia dal conte Fogaccia.
Con l'arrivo degli austriaci, che instaurarono il Regno Lombardo-Veneto, il territorio fu interessato da una riorganizzazione amministrativa che lo vide essere accorpato nel 1817 al comune di Vall'Alta e cinque anni più tardi, in via definitiva, ad Albino.
Per contro arrivò l'autonomia in ambito religioso, nonostante l'iniziale avversione della Prepositurale di san Giuliano di Albino, che permise l'istituzione della nuova parrocchia di San Benedetto in abbazia nell'anno 1831.
Nel 1840 ad Abbazia si riaprì una finestra sul passato, grazie alla scoperta, avvenuta nel complesso monastico, di venti monete medievali. Tra queste, dal valore inestimabile, vi erano due pezzi in oro ed altre in argento, risalenti ad un periodo compreso tra il XII ed il XIII secolo. Dopo la scoperta i pezzi, a suo tempo nascosti da un profondo conoscitore della struttura (probabilmente un monaco), sono andati persi.
Negli ultimi anni del XIX secolo il territorio cominciò ad essere oggetto di attività estrattive nella zona della valle Valotella, posta a monte dell'abitato, da cui si cominciò a cavare un tipo di pietra calcarea di colore cenerino con fratture bianche, utilizzata per costruzione o per decorazione in ambito edilizio, della quale venne fatto uso anche nella ristrutturazione della locale abbazia. Vennero inoltre aperte anche piccole cave di pietre coti, materiale molto diffuso sull'altro versante del monte Misma presso Pradalunga ed utile per l'affilatura di utensili da taglio.

## Luoghi d'interesse

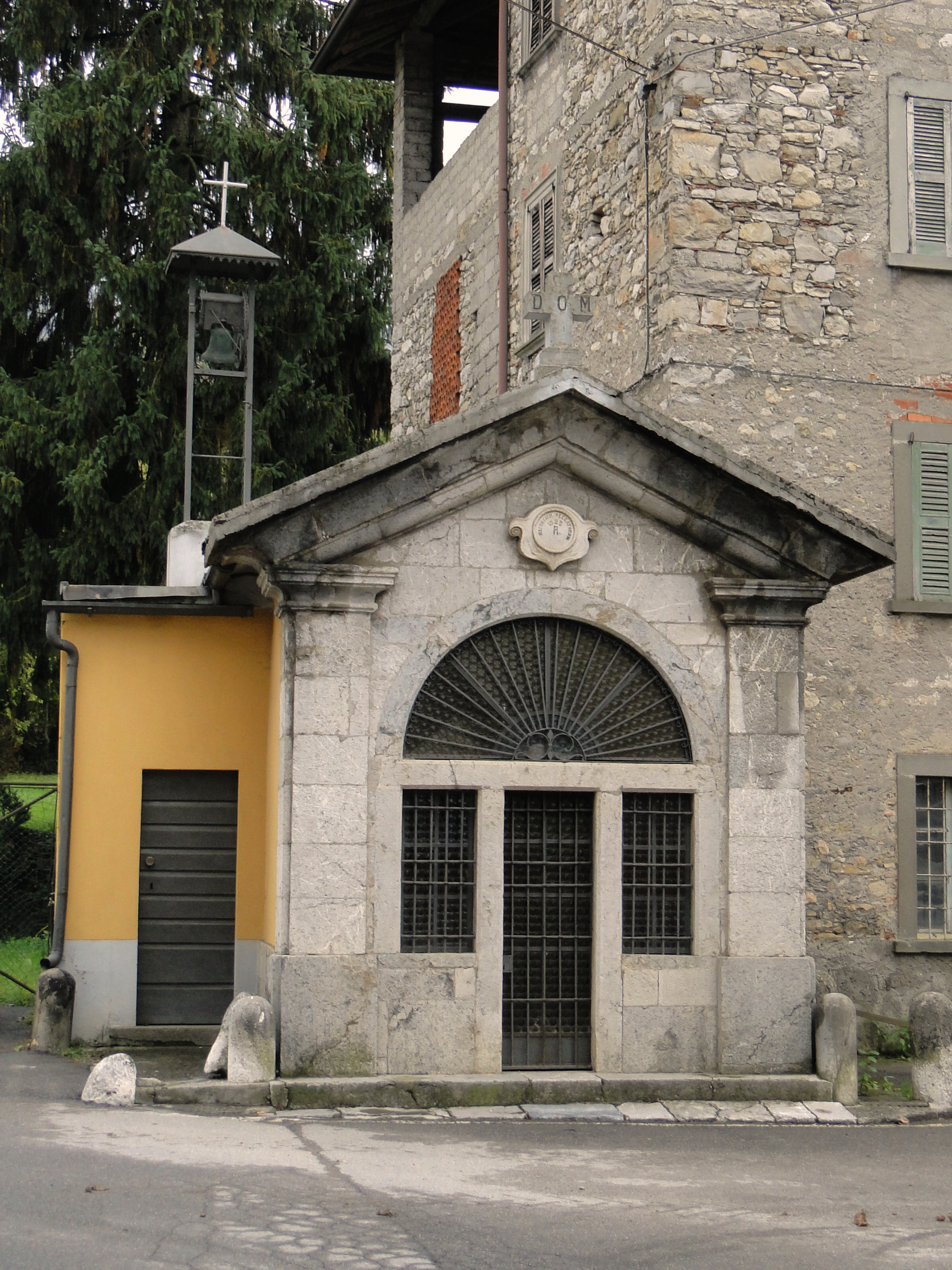
Località Tribulina

Oltre all'abbazia di san Benedetto, luogo a cui è legata la nascita e lo sviluppo del borgo, vi sono anche altre attrattive, legate per lo più alla tradizione rurale.
Numerose sono infatti le costruzioni che conservano aspetti del passato, su tutte le cascine Plazza e Gatti, di origine medievale, così come i segni di devozione popolare che trovano espressione presso i piccoli oratori di santa Barbara, collocata in località Ronchi lungo la strada S.P.39,  e la Tribulina, sita presso l'omonima località ai limiti territoriali con Fiobbio.
Il territorio di Abbazia presenta inoltre numerosi itinerari mediante i quali è possibile stare a contatto con la natura, sia passeggiando a piedi che con escursioni in mountain-bike.
Tra i sentieri che si intersecano tra i boschi limitrofi, si segnalano quello che sale verso Casale passando dalla località Plazza e quello che, toccando i luoghi di cavazione, si inerpica nella piccola valle Valotella (suddividendosi a sua volta in due itinerari posti sui due opposti versanti orografici), raggiungendo prima la Pozza di Misma e quindi la Chiesa di Santa Maria del Misma.